# Холокауст у Белорусији
Холокауст у Белорусији је термин који се односи на систематску дискриминацију и истребљење Јевреја који су живели у бившој Белоруској совјетској социјалистичкој републици коју је окупирала Нацистичка Немачка после августа 1941. током Другог светског рата. Америчка историчарка Луси Давидович, ауторка филма "Рат против Јевреја", проценила је да је 66% Јевреја који су живели у Белоруској ССР умрло у Холокаусту, од 375 000 Јевреја у Белорусији пре 2. светског рата према совјетским подацима. Поређења ради, у балтичким државама је око 90% Јевреја убијено у истом периоду.

## Околности
Холокауст који је починио Нацистичка Немачка на територији Белорусије започео је у лето 1941. године, током операције Барбароса, инвазије на Совјетски Савез. Минск је био бомбардован и окупиран од стране Вермахта 28. јуна 1941. По Хитлеровом мишљењу, операција Барбароса била је рат Немачке против „јеврејског бољшевизма“. 3. јула 1941. године, током прве „селекције“ у Минску, 2.000 јеврејских припадника интелигенције одведено је у шуму и масакрирано. Злочинства која су почињена изван немачко-совјетске границе извршена су од стране Ајнзацгрупе за обе стране предратне границе између Белорусије и Пољске. Нацисти су од Минска направили административни центар Рајхскомесаријат Остланд. Од 15. јула 1941. године свим Јеврејима је наложено да носе жуту значку на горњој одећи под претњом смртне казне, а 20. јула 1941. године проглашено је стварање Минског гета. У року од две године, то је постао највећи гето у немачком окупираном Совјетском Савезу, са преко 100 000 Јевреја.
Јужни део модерне Белорусије припојен је новоформираном Рајхскомесаријату Украјине 17. јула 1941. године, укључујући најисточнију Гомељску област Руске СФСР-а и неколико других. Они су постали део житомирског Генералбецирка са средиштем око Житомира. Немци су утврђивали идентитет Јевреја било регистрацијом, било издавањем декрета. Јевреји су били одвојени од опште популације и затворени у импровизована гета. Будући да је совјетско руководство побегло из Минска без наређења за евакуацију, већина јеврејских становника је заробљена. У гету у Минску било је затворено 100.000 затвореника, у Бабрујску 25.000, у Витепску 20.000, у Могилеву 12.000, у Гомељу преко 10.000, у Слутску 10.000, у Борисову 8.000 и у Полоцку 8.000. Само у Гомељској области основано је двадесет гета у којима је било затворено не мање од 21.000 људи.
У новембру 1941. године нацисти су сакупили 12.000 Јевреја у гету у Минску како би направили места за 25.000 страних Јевреја предвиђених за протеривање из Немачке, Аустрије и Протектората Чешке и Моравске. Ујутро 7. новембра 1941. године, прва група затвореника формирана је у колоне и наређено им је да марширају певајући револуционарне песме. Људи су били присиљени да се осмехују за камере. Изван Минска, 6.624 Јевреја одведено камионима до оближњег села Тухинка где су убијени од стране Ајнзацгрупе А. Следећа група од око 5.000 Јевреја је отишла до Тухинка 20. новембра 1941.

## Холокауст мецима
Као резултат совјетске анексије пољске територије која је обухватала совјетску западну Белорусију, јеврејско становништво БССР-а се скоро утростручило. У јуну 1941. године, на почетку операције Барбароса, на пољској страни било је 670 000 Јевреја, а на совјетској страни данашње Белорусије 405 000 Јевреја. 8. јула 1941. године, Рајнхард Хајдрих, шеф Главне канцеларије безбедности Рајха, издао је наредбу да се сви мушкарци Јевреји на окупираној територији - између 15 и 45 година - стрељају као совјетски партизани. До августа, међу жртвама мета пуцњаве биле су жене, деца и старије особе. Немачки батаљони полиције, као и Ајнзацгрупе извели су први талас убистава.
У холокаусту од метака, на територији данашње Белорусије страдало је најмање 800.000 Јевреја. Већину су стрељали  Ајнзацгрупе, Зихерхајстдинст и батаљони полиције уз помоћ Шуцманшафта. Важно је напоменути да је, када је већина јеврејских заједница била уништена у првом великом убиству, број белоруских сарадника и даље био знатно мали, па је Шуцманшафт у Белорусији већински био састављен од литванских, украјинских и летонских добровољаца. Историчар Мартин Гилберт написао је да је генерални комесар Генералбецирк Вајсрутениен, Вилхелм Кубе, лично учествовао у убиствима 2. марта 1942. у гету у Минску. Током претреса у гету од стране нацистичке полиције, група деце је заробљена и бачена у дубоку пешчану јаму прекривену снегом. „У том тренутку је стигло неколико СС официра, међу њима и Вилхелм Кубе, након чега је Кубе, беспрекоран у својој униформи, бацио шаке слаткиша уплаканој деци. Сва деца су изгинула у песку“.

### Спасавање Јевреја
Од 1. јануара 2017. године, Јад Вашем у Израелу препознао је 641 Белоруса као праведна међу народима. Све награде додељене су након распада Совјетског Савеза. Многи угледни појединци дошли су из Минска и већ су покојни.

## Поратно истраживање
Током 1970-их и 1980-их историчар и совјетски грађанин коме је одбијен захтев за одлазак (Refusenik, отказник), Данијел Романовски, који је касније емигрирао у Израел, интервјуисао је преко 100 сведока, укључујући Јевреје, Русе и Белорусе из околине, бележећи своје извештаје о „холокаусту мецима“. Истраживање на ову тему било је тешко у Совјетском Савезу због владиних ограничења. Ипак, на основу својих интервјуа, Романовски је закључио да су гета отвореног типа у белоруским градовима резултат претходне концентрације читавих јеврејских заједница у прописаним областима. Нису били потребни зидови. Сарадња већине Не-јевреја са Немцима делимично је резултат ставова развијених под совјетском влашћу; наиме, пракса прилагођавања тоталитарној држави. Понекад зван Хомо Совјетикус.